# カントリー・ドリーマー
「カントリー・ドリーマー（英語: Country Dreamer）は、1973年にウイングスが発表した楽曲、シングル「愛しのヘレン」のB面。

## 解説
当初、2枚組の予定だった『レッド・ローズ・スピードウェイ』に収録されるはずだったが、レコード会社が難色を示したことから、シングルのB面に収録された。「レッド・ローズ～」セッションで録音されたが、曲自体は1970年にはほぼ完璧に完成していた。
タイトル通りのカントリー風の曲で、田舎暮らしの楽しさを、「オクターブ唱法」を使って歌っている。
元々は日本の男女混成5人組ユニットであるブラウン・ライスのアメリカでのデビュー・シングルとして提供した曲で、9月にリリースされた。当時は“日本のバンドのための書き下ろし”と話題となり、日本ではA面に阿久悠による日本語詞のヴァージョン（副題：さすらう青春）B面に英語ヴァージョンを収録して同年12月1日発売された。

## 演奏者
- ポール・マッカートニー - リード・ボーカル、アコースティック・ギター、ピアノ、パーカッション
- リンダ・マッカートニー - バッキング・ボーカル
- デニー・レイン - ベースギター、バッキング・ボーカル
- ヘンリー・マカロック - スライドギター
- デニー・シーウェル - ドラムス